# Соглашение об ассоциации Турции и Европейского экономического сообщества
Соглашение об ассоциации Турции с Европейским экономическим сообществом (тур. Türkiye Cumhuriyeti ile Avrupa Ekonomik Topluluğu Arasında Bir Ortaklık Oluşturma Anlaşması, англ. Agreement Creating An Association Between The Republic of Turkey and the European Economic Community) — международный договор, в рамках которого осуществляется сотрудничество Турции и Европейского союза. При подписании договора целью было углубление интеграции между Турцией и на тот момент Европейским экономическим сообществом (ЕЭС) в сфере политики, торговли, культуры и укрепления безопасности.
Турция подала заявку на ассоциированное членство в Европейском экономическом сообществе в июле 1959 года, сразу после образования ЕЭС в 1958 году.
Соглашение было подписано 12 сентября 1963 года в Анкаре. Согласно ему начался трёхшаговый процесс создания Таможенного союза между ЕЭС и Турцией.
В 1970 году, Турция и ЕЭС согласовали дополнительный протокол к соглашению.
6 марта 1995 года Совет ассоциации ЕС-Турция, созданный в соответствии с Соглашением, принял решение о создании Таможенного союза между Европейским союзом и Турцией. 31 декабря 1995 года таможенный союз вступил в силу.